# Mitchel Musso (album)
| Recensione | Giudizio |
| ---------- | -------- |
| AllMusic   |          |

Mitchel Musso è l'album di debutto dell'omonimo cantante ed attore statunitense, pubblicato il 2 giugno 2009 dalla Walt Disney Records. Nella prima settimana ha venduto 20 000 copie, piazzandosi alla posizione numero 19 al Billboard 200. Ad agosto 2009 l'album ha già venduto 71 000 copie in America.

## Singoli
The In Crowd è il primo video dell'album. Il singolo è stato pubblicato il 31 gennaio 2009 su iTunes ed il video musicale è uscito a marzo su Disney Channel America.
Hey è il secondo singolo dell'album, il video è stato trasmesso su Disney Channel America il 15 maggio 2009. Il singolo si è piazzato alla posizione numero 70 della Billboard Hot 100.
Shout It è il terzo singolo ed è stato annunciato sulla sua pagina di Twitter. Il video comprende alcune foto del suo tour, ed è stato pubblicato il 29 settembre 2009 si iTunes

## Tracce
1. Hey – 3:01
2. Speed Dial – 3:21
3. Us Against The World (feat. Katelyn Tarver) – 4:01
4. Do It Up – 3:19
5. Shout It (feat. Mason Musso) – 3:38
6. Welcome to Hollywood – 2:28
7. (You Didn’t Have To) Walk Away – 4:15
8. Get Out – 3:30
9. How to Lose a Girl – 3:24
10. The In Crowd – 3:45
11. Odd Man Out – 3:30
12. Movin In – 2:46
13. Stuck On You (bonus track) – 3:18